# Schadensversicherungsmathematik
Die Schadensversicherungsmathematik ist ein Zweig der Versicherungsmathematik. Während bei Lebensversicherungen nur der Zeitpunkt des Todes zufällig ist, ist bei Schadenversicherungen neben dem Schadenszeitpunkt vor allem auch die Schadenshöhe zufällig und als schwer prognostizierbar anzusehen. Die mathematische Theorie hinter der Schadensversicherungsmathematik heißt Risikotheorie, oft auch Ruintheorie. Sie bedient sich in starkem Maße der Theorie stochastischer Prozesse.

## Der Risikoprozess
Angenommen ein Versicherungsunternehmen startet zum Zeitpunkt {\displaystyle T_{0}=0} mit einem Anfangskapital {\displaystyle U}, hier Anfangsreserve genannt. In schadensfreien Zeiten steigt diese Reserve durch den (konstant angenommenen) Zufluss {\displaystyle P} der Versicherungsbeiträge (Prämien) an. Zu zufälligen Zeitpunkten {\displaystyle T_{i};\ i=1,2,\dotsc \ } treten Schäden mit einer zufälligen Schadenshöhe {\displaystyle X_{i};\ i=1,2,\dotsc \ } ein, die von der Versicherungsgesellschaft beglichen werden müssen. Die zum Zeitpunkt {\displaystyle t\in [0,\infty )} vorhandene Kapitalreserve {\displaystyle R_{t}} heißt Risikoprozess und wird beschrieben durch 

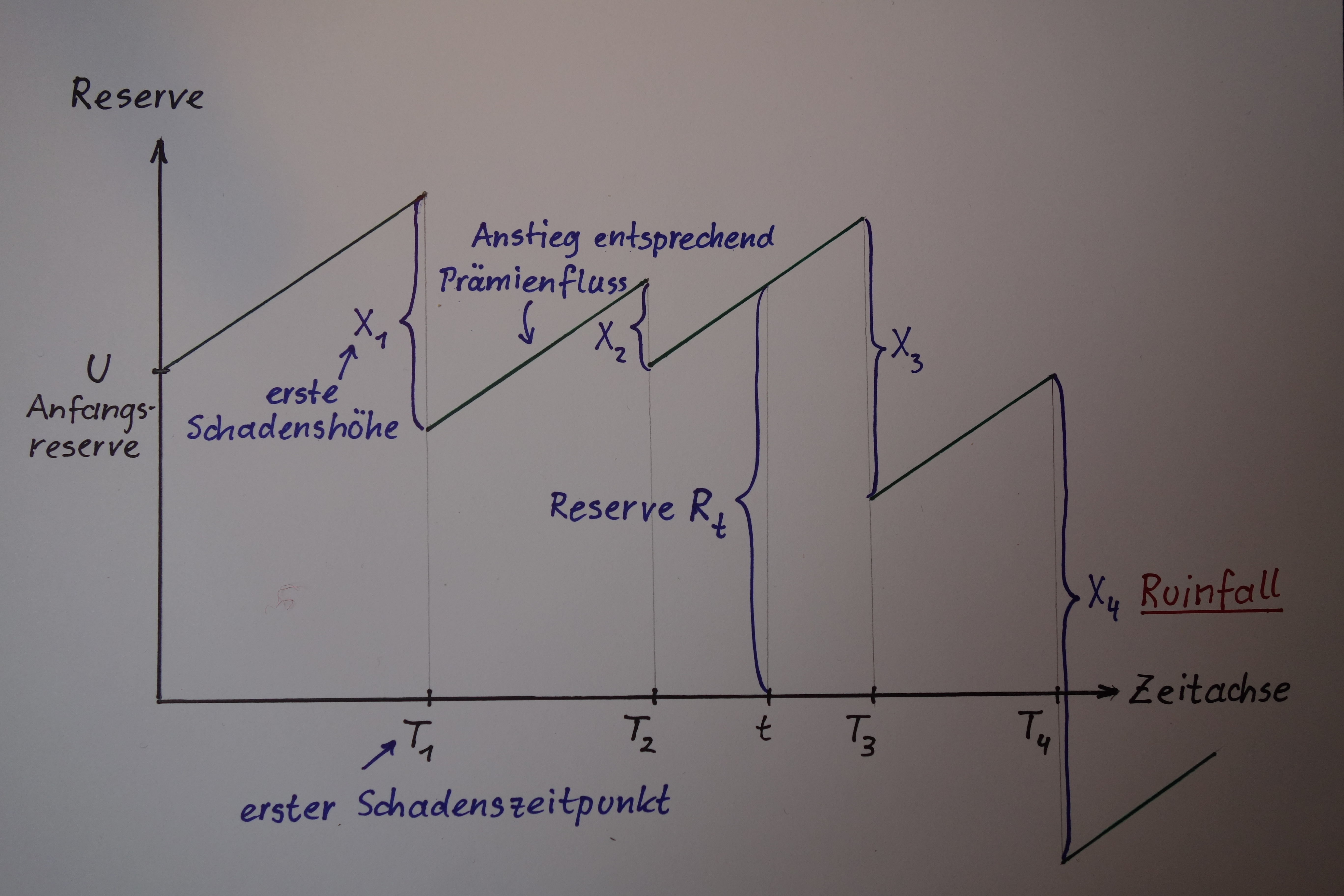
Skizze eines Risikoprozesses

{\displaystyle R_{t}=U+T_{1}P-X_{1}+(T_{2}-T_{1})P-X_{2}+\cdots +(t-T_{N_{t}})P=U+Pt-\sum _{i=1}^{N_{t}}X_{i}}.
Dabei ist {\displaystyle N_{t}} die zufällige Anzahl der Schäden in {\displaystyle [0,t]} (claim number process). Die Folge {\displaystyle T_{1},T_{2},\cdots \ } nennt man Prozess der Schadens- bzw. Forderungszeitpunkte (claim arrival process). Mit {\displaystyle Z_{t}=\sum _{i=1}^{N_{t}}X_{i}} wird die Höhe der Gesamtforderungen in {\displaystyle [0,t]} beschrieben (accumulated claim process). Ist z. B. nach vielen großen Schäden {\displaystyle R_{t}} negativ geworden, spricht man von Ruin. Naturgemäß möchte die Versicherungsgesellschaft die Ruinwahrscheinlichkeit {\displaystyle P(\inf _{t\in [0,\infty )}R_{t}<0)} sehr klein halten.

## Modellannahmen und Verteilung des Gesamtschadens
Siehe z. B. Es interessiert die Verteilung des Gesamtschadens {\displaystyle Z_{t}}, d. h. die Wahrscheinlichkeit {\displaystyle P(Z_{t}\leq z)}. Wenn man annimmt, dass {\displaystyle N_{t}} eine Markow-Kette und die Einzelforderungen {\displaystyle X_{i}} stochastisch unabhängig voneinander sind mit Verteilungsfunktionen {\displaystyle F_{i};\ i=1,2,\dotsc }, dann ergibt sich für {\displaystyle z\geq 0}
{\displaystyle P(Z_{t}\leq z)=P(N_{t}=0)+\sum _{k=1}^{\infty }P(N_{t}=k)\circledast _{j=1}^{k}F_{j}(z)}.
Dabei ist {\displaystyle \circledast _{j=1}^{k}} die {\displaystyle k}-fache Faltung der Verteilungsfunktionen {\displaystyle F_{j}}.
Wenn speziell {\displaystyle N_{t}} ein homogener Poisson-Prozess mit der Intensität {\displaystyle \lambda } ist, dann ergibt sich für {\displaystyle Z_{t}} ein zusammengesetzter Poisson-Prozess (Compound Poisson process) mit der Verteilung
{\displaystyle P(Z_{t}\leq z)=\mathrm {e} ^{-\lambda t}+\sum _{k=1}^{\infty }\mathrm {e} ^{-\lambda t}{\frac {(\lambda t)^{k}}{k!}}\circledast _{j=1}^{k}F_{j}(z)}.
Wenn die Einzelforderungen unabhängig und identisch exponentialverteilt sind mit dem Parameter {\displaystyle 1/\mu }, dann erhält man das auch in der Warteschlangentheorie bekannte Erlangmodell
{\displaystyle P(Z_{t}\leq z)=\mathrm {e} ^{-\lambda t}+\sum _{k=1}^{\infty }\mathrm {e} ^{-\lambda t}{\frac {(\lambda t)^{k}}{k!}}\Gamma (k,{\frac {1}{\mu }};z)},
wobei {\displaystyle \Gamma (k,{\frac {1}{\mu }};z)} die Verteilungsfunktion der Gammaverteilung mit den Parametern {\displaystyle k} und {\displaystyle 1/\mu } ist.

## Waldsche Gleichungen
Sie liefern Formeln für Erwartungswert und Varianz des Gesamtschadens. Falls die Einzelschäden unabhängig und identisch verteilt sind, d. h. alle {\displaystyle X_{i}} sind verteilt wie ein Prototyp {\displaystyle X}, dann gelten die Formel von Wald und die Blackwell-Girshick-Gleichung:
{\displaystyle \operatorname {E} Z_{t}=\operatorname {E} N_{t}\cdot \operatorname {E} X;\quad \operatorname {Var} Z_{t}=(\operatorname {E} X)^{2}\cdot \operatorname {Var} N_{t}+\operatorname {E} N_{t}\cdot \operatorname {Var} X}.
Speziell für das Erlang-Modell ergibt sich daraus
{\displaystyle \operatorname {E} Z_{t}=\lambda \mu t;\quad \operatorname {Var} Z_{t}=2\lambda \mu ^{2}t}.

## Ruinproblem
Zur Berechnung der Ruinwahrscheinlichkeit {\displaystyle P(\inf _{t\in [0,\infty )}R_{t}<0)} gibt es im Wesentlichen drei Methoden:
- Integralgleichungen, siehe Cramér[2]
- Erneuerungstheorie, siehe Feller[3]
- Martingale, siehe z. B.[4]

## Rückversicherung
Man spricht von Rückversicherung, wenn der Erstversicherer sein Risiko nicht allein tragen will. Dann überträgt er einen Teil des Risikos auf ein Rückversicherungsunternehmen. Es gibt verschiedene Arten der Rückversicherung, siehe Proportionale Rückversicherung (beispielsweise Quotenrückversicherung) und Nichtproportionale Rückversicherung (beispielsweise Stop Loss).